# Louis Raymond
Louis Bosman Raymond (* 28. Juni 1895 in Pretoria; † 30. Januar 1962 in Johannesburg) war ein südafrikanischer Tennisspieler. 1920 gewann er die Goldmedaille im Einzel der Olympischen Spiele.

## Leben
Sein größter Erfolg war der Gewinn der Goldmedaille im Herreneinzel bei den Olympischen Spielen 1920 mit einem Sieg über den Japaner Kumagai Ichiya. Bei denselben Spielen schied er mit Brian Norton im Viertelfinale des Doppels aus. Vier Jahre später unterlag Raymond im Einzel der ersten Runde der Spiele in Paris.
In seiner Karriere gewann Raymond sechsmal die südafrikanischen Tennismeisterschaften (1921–1924, 1930–1931). Zwischen 1919 und 1931 nahm er sechsmal an den Wimbledon Championships teil. Sein bestes Resultat dort erzielte er 1924, als er das Halbfinale erreichte, wo er vom späteren Turniersieger Jean Borotra geschlagen wurde. Im Doppel stand er 1924 und 1927 ebenfalls im Halbfinale, genauso wie 1919 im Mixed-Doppel. Bei den Internationalen französischen Tennismeisterschaften, die später als French Open ausgetragen wurden, zog er 1927 ins Viertelfinale ein. Selbiges Ergebnis erzielte er 1920 bei den Hartplatz-Weltmeisterschaften.
Zusammen mit Charles Winslow, seinem Vorgänger als Olympiasieger, spielte er zwischen 1919 und 1931 in zehn Partien für die südafrikanische Davis-Cup-Mannschaft im Davis Cup. Seine Bilanz dort war 10:31. Von seiner Karriere sind 27 Turniersiege überliefert, die er hauptsächlich in seinem Heimatland gewonnen hat.
Der Spielstil von Raymonds wurde wie folgt beschrieben: 

„Raymond [...] has an excellent ground game coupled with a good service and fair volleying and overhead. His game is not remarkable. He is a hard-working, deserving player who attains success by industry rather than natural talent. His judgment is sound and methods of play orthodox, except for a tendency to run around his backhand.“

„Raymond [...] verfügt über ein ausgezeichnetes Grundspiel, gepaart mit einem guten Aufschlag und passablen Volleys und Overheads. Sein Spiel ist nicht auffällig. Er ist ein bemühter, verdienter Spieler, der seinen Erfolg eher durch Fleiß als durch natürliches Talent erzielt. Sein Urteilsvermögen ist solide und die Spielmethoden orthodox, abgesehen von der Tendenz, seine Rückhand zu umlaufen.“

## Erfolge
| Legende (Anzahl der Siege) |
| Grand Slam                 |
| Olympische Spiele (1)      |
| Sonstige Turniere          |

| ATP-Titel nach Belag |
| -------------------- |
| Hartplatz (0)        |
| Sand (0)             |
| Rasen (1)            |

### Einzel

#### Turniersiege
| Nr. | Jahr            | Turnier           | Belag | Finalgegner    | Endergebnis        |
| --- | --------------- | ----------------- | ----- | -------------- | ------------------ |
| 1.  | 23. August 1920 | Olympische Spiele | Rasen | Kumagai Ichiya | 5:7, 6:4, 7:5, 6:4 |